# معايير روج
روج (بالإنجليزية: ROUGE (metric))‏   مجموعة من المعايير والبرامج المستعملة في معرفة جودة التلخيص والترجمة بالآلة في معالجة اللغات الإنسانية. والمفردة مركبة من الحروف الأولى من مفردات الكلمة بالإنجليزية.